# Shake It Off
Shake It Off is een nummer van de Amerikaanse zangeres Taylor Swift. Het nummer kwam uit op 18 augustus 2014 en staat op Swift's vijfde studioalbum 1989. Shake It Off is geschreven door Swift, Martin en Shellback. In de Australische, Canadese en de Amerikaanse hitlijsten behaalde het nummer de eerste plaats. In Nederland ging dit nummer snel de hitlijsten uit. Dit kwam doordat Swift haar muziek van Spotify haalde, terwijl streamingdiensten worden meegenomen in de samenstelling van de lijsten.
De muziekvideo werd uitgebracht op 18 augustus 2014, dezelfde dag als de release van de single. De regie lag in handen van Mark Romanek. In juni 2014 begonnen de opnames en werd grotendeels opgenomen in Los Angeles.

## Tracklijst
| Nr. | Titel        | Duur  |
| --- | ------------ | ----- |
| 1.  | Shake It Off | 03:39 |

| Nr. | Titel                      | Duur  |
| --- | -------------------------- | ----- |
| 1.  | Shake It Off               | 03:39 |
| 2.  | Shake It Off (muziekvideo) | 04:02 |

## Hitnoteringen

### Nederlandse Top 40
| Hitnotering: 06-09-2014 t/m 29-11-2014 | Hitnotering: 06-09-2014 t/m 29-11-2014 | Hitnotering: 06-09-2014 t/m 29-11-2014 | Hitnotering: 06-09-2014 t/m 29-11-2014 | Hitnotering: 06-09-2014 t/m 29-11-2014 | Hitnotering: 06-09-2014 t/m 29-11-2014 | Hitnotering: 06-09-2014 t/m 29-11-2014 | Hitnotering: 06-09-2014 t/m 29-11-2014 | Hitnotering: 06-09-2014 t/m 29-11-2014 | Hitnotering: 06-09-2014 t/m 29-11-2014 | Hitnotering: 06-09-2014 t/m 29-11-2014 | Hitnotering: 06-09-2014 t/m 29-11-2014 | Hitnotering: 06-09-2014 t/m 29-11-2014 | Hitnotering: 06-09-2014 t/m 29-11-2014 | Hitnotering: 06-09-2014 t/m 29-11-2014 |
| Week:                                  | 1                                      | 2                                      | 3                                      | 4                                      | 5                                      | 6                                      | 7                                      | 8                                      | 9                                      | 10                                     | 11                                     | 12                                     | 13                                     |                                        |
| -------------------------------------- | -------------------------------------- | -------------------------------------- | -------------------------------------- | -------------------------------------- | -------------------------------------- | -------------------------------------- | -------------------------------------- | -------------------------------------- | -------------------------------------- | -------------------------------------- | -------------------------------------- | -------------------------------------- | -------------------------------------- | -------------------------------------- |
| Positie:                               | 32                                     | 29                                     | 32                                     | 22                                     | 15                                     | 11                                     | 10                                     | 8                                      | 5                                      | 5                                      | 20                                     | 29                                     | 40                                     | uit                                    |

### NederlandseSingle Top 100
| Hitnotering (Week 1 t/m 2): 30-08-2014 t/m 06-09-2014 Hitnotering (Week 3 t/m 11) 27-09-2014 t/m 22-11-2014 | Hitnotering (Week 1 t/m 2): 30-08-2014 t/m 06-09-2014 Hitnotering (Week 3 t/m 11) 27-09-2014 t/m 22-11-2014 | Hitnotering (Week 1 t/m 2): 30-08-2014 t/m 06-09-2014 Hitnotering (Week 3 t/m 11) 27-09-2014 t/m 22-11-2014 | Hitnotering (Week 1 t/m 2): 30-08-2014 t/m 06-09-2014 Hitnotering (Week 3 t/m 11) 27-09-2014 t/m 22-11-2014 | Hitnotering (Week 1 t/m 2): 30-08-2014 t/m 06-09-2014 Hitnotering (Week 3 t/m 11) 27-09-2014 t/m 22-11-2014 | Hitnotering (Week 1 t/m 2): 30-08-2014 t/m 06-09-2014 Hitnotering (Week 3 t/m 11) 27-09-2014 t/m 22-11-2014 | Hitnotering (Week 1 t/m 2): 30-08-2014 t/m 06-09-2014 Hitnotering (Week 3 t/m 11) 27-09-2014 t/m 22-11-2014 | Hitnotering (Week 1 t/m 2): 30-08-2014 t/m 06-09-2014 Hitnotering (Week 3 t/m 11) 27-09-2014 t/m 22-11-2014 | Hitnotering (Week 1 t/m 2): 30-08-2014 t/m 06-09-2014 Hitnotering (Week 3 t/m 11) 27-09-2014 t/m 22-11-2014 | Hitnotering (Week 1 t/m 2): 30-08-2014 t/m 06-09-2014 Hitnotering (Week 3 t/m 11) 27-09-2014 t/m 22-11-2014 | Hitnotering (Week 1 t/m 2): 30-08-2014 t/m 06-09-2014 Hitnotering (Week 3 t/m 11) 27-09-2014 t/m 22-11-2014 | Hitnotering (Week 1 t/m 2): 30-08-2014 t/m 06-09-2014 Hitnotering (Week 3 t/m 11) 27-09-2014 t/m 22-11-2014 | Hitnotering (Week 1 t/m 2): 30-08-2014 t/m 06-09-2014 Hitnotering (Week 3 t/m 11) 27-09-2014 t/m 22-11-2014 | Hitnotering (Week 1 t/m 2): 30-08-2014 t/m 06-09-2014 Hitnotering (Week 3 t/m 11) 27-09-2014 t/m 22-11-2014 |
| Week: | 1 | 2 | | 3 | 4 | 5 | 6 | 7 | 8 | 9 | 10 | 11 | |
| --- | --- | --- | --- | --- | --- | --- | --- | --- | --- | --- | --- | --- | --- |
| Positie: | 92 | 96 | uit | 16 | 16 | 14 | 8 | 8 | 7 | 18 | 68 | 99 | uit |

### VlaamseUltratop 50
| Hitnotering: 30-08-2014 t/m 07-03-2015 | Hitnotering: 30-08-2014 t/m 07-03-2015 | Hitnotering: 30-08-2014 t/m 07-03-2015 | Hitnotering: 30-08-2014 t/m 07-03-2015 | Hitnotering: 30-08-2014 t/m 07-03-2015 | Hitnotering: 30-08-2014 t/m 07-03-2015 | Hitnotering: 30-08-2014 t/m 07-03-2015 | Hitnotering: 30-08-2014 t/m 07-03-2015 | Hitnotering: 30-08-2014 t/m 07-03-2015 | Hitnotering: 30-08-2014 t/m 07-03-2015 | Hitnotering: 30-08-2014 t/m 07-03-2015 | Hitnotering: 30-08-2014 t/m 07-03-2015 | Hitnotering: 30-08-2014 t/m 07-03-2015 | Hitnotering: 30-08-2014 t/m 07-03-2015 | Hitnotering: 30-08-2014 t/m 07-03-2015 | Hitnotering: 30-08-2014 t/m 07-03-2015 | Hitnotering: 30-08-2014 t/m 07-03-2015 | Hitnotering: 30-08-2014 t/m 07-03-2015 | Hitnotering: 30-08-2014 t/m 07-03-2015 | Hitnotering: 30-08-2014 t/m 07-03-2015 | Hitnotering: 30-08-2014 t/m 07-03-2015 |
| Week:                                  | 1                                      | 2                                      | 3                                      | 4                                      | 5                                      | 6                                      | 7                                      | 8                                      | 9                                      | 10                                     | 11                                     | 12                                     | 13                                     | 14                                     | 15                                     | 16                                     | 17                                     | 18                                     | 19                                     | 20                                     |
| -------------------------------------- | -------------------------------------- | -------------------------------------- | -------------------------------------- | -------------------------------------- | -------------------------------------- | -------------------------------------- | -------------------------------------- | -------------------------------------- | -------------------------------------- | -------------------------------------- | -------------------------------------- | -------------------------------------- | -------------------------------------- | -------------------------------------- | -------------------------------------- | -------------------------------------- | -------------------------------------- | -------------------------------------- | -------------------------------------- | -------------------------------------- |
| Positie:                               | 26                                     | 25                                     | 30                                     | 29                                     | 25                                     | 31                                     | 29                                     | 29                                     | 28                                     | 26                                     | 17                                     | 23                                     | 20                                     | 25                                     | 38                                     | 41                                     | 48                                     | 39                                     | 35                                     | 38                                     |
| Week:                                  | 21                                     | 22                                     | 23                                     | 24                                     | 25                                     | 26                                     | 27                                     | 28                                     |                                        |                                        |                                        |                                        |                                        |                                        |                                        |                                        |                                        |                                        |                                        |                                        |
| Positie:                               | 45                                     | 41                                     | 39                                     | 48                                     | 36                                     | 38                                     | 44                                     | 46                                     | uit                                    |                                        |                                        |                                        |                                        |                                        |                                        |                                        |                                        |                                        |                                        |                                        |

### NPO Radio 2 Top 2000
| Nummer met noteringen in de NPO Radio 2 Top 2000 | '15 | '16  | '17  | '18  | '19  | '20  | '21  | '22  | '23 | '24 |
| ------------------------------------------------ | --- | ---- | ---- | ---- | ---- | ---- | ---- | ---- | --- | --- |
| Shake It Off                                     | 810 | 1718 | 1658 | 1895 | 1685 | 1896 | 1328 | 1234 | 638 | 578 |

1. ↑  Een vetgedrukt getal geeft de hoogste notering aan.
2. ↑  2015 was het eerste jaar met een notering voor dit nummer.

## Releasedata
| Land             | Releasedatum     | Formaat        | Label       |
| ---------------- | ---------------- | -------------- | ----------- |
| België           | 18 augustus 2014 | muziekdownload | Big Machine |
| Frankrijk        | 19 augustus 2014 | muziekdownload | Universal   |
| Verenigde Staten | 19 augustus 2014 | muziekdownload | Big Machine |
| Verenigde Staten | 19 augustus 2014 | cd-single      | Big Machine |
| Duitsland        | 10 oktober 2014  | Universal      |             |